# IC 4329A
IC 4329A — галактика типу S0-a (спіральна галактика) у сузір'ї Центавр.
Цей об'єкт міститься в оригінальній редакції індексного каталогу.